# Nivaldo
Nivaldo Batista Santana (Feira de Santana, Brasil; 23 de junio de 1980) es un futbolista brasileño, que desarrolló la mayor parte de su carrera en clubes de Brasil, actualmente es defensa del club Hapoel Katamon Jerusalem F.C. de Israel.

## Trayectoria
Tras pasar por varios clubs de la liga brasileña, liga portuguesa y la catarí, el 6 de julio de 2009 ficha por el Real Valladolid, de la primera división española. Tras una temporada en el club en la temporada 2010–2011 ficha por el Maccabi Tel Aviv.

## Clubes
| Club                          | País     | Año         |
| ----------------------------- | -------- | ----------- |
| Colo-Colo                     | Brasil   | 2001        |
| Náutico                       | Brasil   | 2002        |
| Rio Branco                    | Brasil   | 2003        |
| Coritiba Foot Ball Club       | Brasil   | 2003        |
| Fortaleza                     | Brasil   | 2004-2005   |
| Paulista                      | Brasil   | 2006        |
| Coritiba Foot Ball Club       | Brasil   | 2006        |
| Belenenses                    | Portugal | 2006-2007   |
| Saint-Étienne                 | Francia  | 2007-2009   |
| Umm Salal SC                  | Catar    | 2008-2009   |
| Real Valladolid               | España   | 2009- 2010  |
| Maccabi Tel Aviv FC           | Israel   | 2010 - 2012 |
| Rio Ave FC                    | Portugal | 2012 - 2013 |
| Maccabi Yavne FC              | Israel   | 2014 - 2015 |
| FC Ashdod                     | Israel   | 2015 - 2016 |
| Hapoel Katamon Jerusalem F.C. | Israel   | 2016 - 2017 |

## Palmarés

### Campeonatos nacionales
| Título                  | Club          | País   | Año  |
| ----------------------- | ------------- | ------ | ---- |
| Campeonato Pernambucano | Clube Náutico | Brasil | 2002 |
| Campeonato Paranaense   | Coritiba FC   | Brasil | 2004 |